# أندرو ستيفنسون (مجدف)
أندرو ستيفنسون (بالإنجليزية: Andrew Hedley Stevenson) هو مجدف نيوزيلندي، ولد في 7 ديسمبر 1957 في Roxburgh, New Zealand ‏ في نيوزيلندا.

## وصلات خارجية
- أندرو ستيفنسون على موقع الاتحاد الدولي للتجديف (الإنجليزية)
- أندرو ستيفنسون على موقع اللجنة الأولمبية الدولية (الإنجليزية)
- أندرو ستيفنسون على موقع أوليمبيديا (الإنجليزية)
- أندرو ستيفنسون على موقع اللجنة الأولمبية النيوزيلندية (الإنجليزية)